# Académie de chevalerie de Liegnitz
L'Académie de chevalerie de Liegnitz (de. Kaiserliche Ritterakademie zu Liegnitz) – une école secondaire pour les garçons, fonctionnant entre 1730 et 1945.

## Historique
Georges-Rodolphe de Liegnitz, duc sans descendance (1595-1653), en 1646, a légué les vastes ressources pour la création de l’école pour les garçons de noblesse, les protestants de Silésie, sous la gestion du chapitre de l’église calviniste de Saint Jean et de nom Johannisstiftung – La Fondation de Saint Jean. Jusqu’à 22 ans après la mort de duc, son idée n’a pas été réalisée. Plusieurs de ses successeurs de la dynastie des Piast de Silésie ont régné peu de temps, et en 1675, avec la mort de Georges Guillaume, la dynastie s’est étendue.
La dynastie des Habsbourg, profondément catholique, a profité de cette situation – en tant que les détenteurs du trône du royaume de Bohême, ils ont pris le duché de Liegnitz comme un fief après l’extinction de la dynastie des Piast de Silésie. 
Tout de suite, ils ont commencé le processus de la reconversion au catholicisme de la dernière région où il y avait la tolérance religieuse, et la majorité d’habitants était protestante. L’église Saint Jean a été rendue aux jésuites qui l’a changé en église catholique et les fonds consacrés à la création de l’Académie ont été confisqués et transférés au Trésor public de l’empire. 
En 1706, conformément au traité d’Altranstädt, les Habsbourgs ont dû rembourser les fonds volés. On a créé à Liegnitz une nouvelle école pour la noblesse, l’Académie de chevalerie. Cependant, contrairement à la volonté de sa fondateur Georges-Rodolphe de Liegnitz, l’école était ouverte non seulement pour les protestants, mais aussi pour les catholiques. 
Robert von Zedlitz-Trützschler, le ministre de l'Éducation de Prusse et le directeur de l’école entre 1788 et 1789, était aussi sa réformateur. En 1811, on a autorisé l’éducation des jeunes en dehors de la noblesse et en 1901, on a transformé l’académie au lycée public. Il a fonctionné jusqu’à 1945 et admis de nombreux élèves de familles nobles du Royaume de Prusse. L’un des professeurs à la deuxième moitié du XIXe siècle était un peintre Theodor Blätterbauer (de).

## Bâtiment de l’Académie
Un grand bâtiment de l'Académie est l’un des plus importants monuments du baroque autrichien situés sur les terres de la Pologne d’aujourd’hui. Il a été érigé entre 1726 et 1738 selon le plan de l’architecte viennois Joseph Emanuel Fischer von Erlach et il a survécu la Seconde Guerre mondiale. Après 1945 il a sert de l’un des cantonnements des troupes soviétiques stationnant à Legnica et il était régulièrement détruit. En 1978, les Soviétiques ont redonné le bâtiment aux Polonais. La reconstruction de l’Académie des chevaliers a officiellement fini à la fin de mars 2016.

## Enseignants notables
- August Bohse (de)
- Karl Friedrich von Posadowsky
- Carl August Struensee
- Karl Abraham von Zedlitz
- Friedrich Karl Hermann Kruse (de)
- Carl Friedrich Mosch (de)
- Theodor Blätterbauer (de)
- Oskar Gerhard (de)
- Friedrich Kirchner (de)
- Karl August Graf von Kospoth (de)
- Carl von Carmer (de)

## Élèves notables
- Joachim Andreas von Maltzan (de), ministre
- Gustav Ludwig von der Marwitz (de), général
- Bernhard Karl Heinrich von Prittwitz (de), général
- Heinrich Wilhelm Dove, météorologue
- Julius Emil August Müller (de), théologien et homme politique
- Bruno Neidhardt von Gneisenau, général
- Hermann Wasserschleben (de), historien
- Sebastian Seiler (de), journaliste
- Ludwig zu Sayn-Wittgenstein-Hohenstein (de), homme politique
- Octavio von Zedlitz-Neukirch (de), député du Reichstag
- Christian-Kraft de Hohenlohe-Öhringen, homme politique
- Gustav von Kessel, général
- Heinrich zu Schoenaich-Carolath (de), député du Reichstag
- Friedrich Ernst von Schwerin, président du district d'Arnsberg
- Harald Poelchau, pasteur[2]
- Rudolf Schnackenburg, théologien
- Hans Bernhard Graf von Schweinitz (de), homme politique